# Église Saint-Antoine-de-Padoue de Paris
Pour les articles homonymes, voir Église Saint-Antoine-de-Padoue.
L’église catholique Saint-Antoine-de-Padoue, placée sous l’invocation de saint Antoine de Padoue, est située boulevard Lefebvre dans le 15e arrondissement de Paris.
Construite de 1933 à 1935, elle fait partie des Chantiers du Cardinal. Sa première pierre fut posée le 11 juin 1933 par le cardinal Verdier.

## Description
L'église est construite en béton armé à remplage de briques, d'après des plans de Léon Azéma. Elle rappelle l'architecture du XIIIe siècle, époque de son dédicataire.
D'une hauteur de 46 mètres qui le fait apercevoir de loin, le clocher est flanqué de statues de saint François, saint Louis, sainte Claire et sainte Élisabeth par Raymond Delamarre et Élie-Jean Vézien. Ces sculpteurs ont également créé les œuvres situées à l'intérieur, aux quatre angles de la nef :
- saint Antoine à gauche, dans la chapelle éponyme ;
- saint François, près du baptistère ;
- saint Joseph, près de la chapelle de la Vierge à l'Enfant ;
- sainte Thérèse à droite, dans la chapelle des Morts.

Dessinés par Robert Poughéon, les vitraux ont été réalisés par Louis Barillet. 
Le chœur s'orne d'une fresque de Jean Bernard. Elle représente le Christ expirant entre Marie et saint Jean, avec Marie Madeleine. À gauche, François d’Assise est accompagné de franciscains ; à droite, saint Antoine de Padoue est escorté de martyrs.
L'orgue Mutin date de 1920.

## Galerie

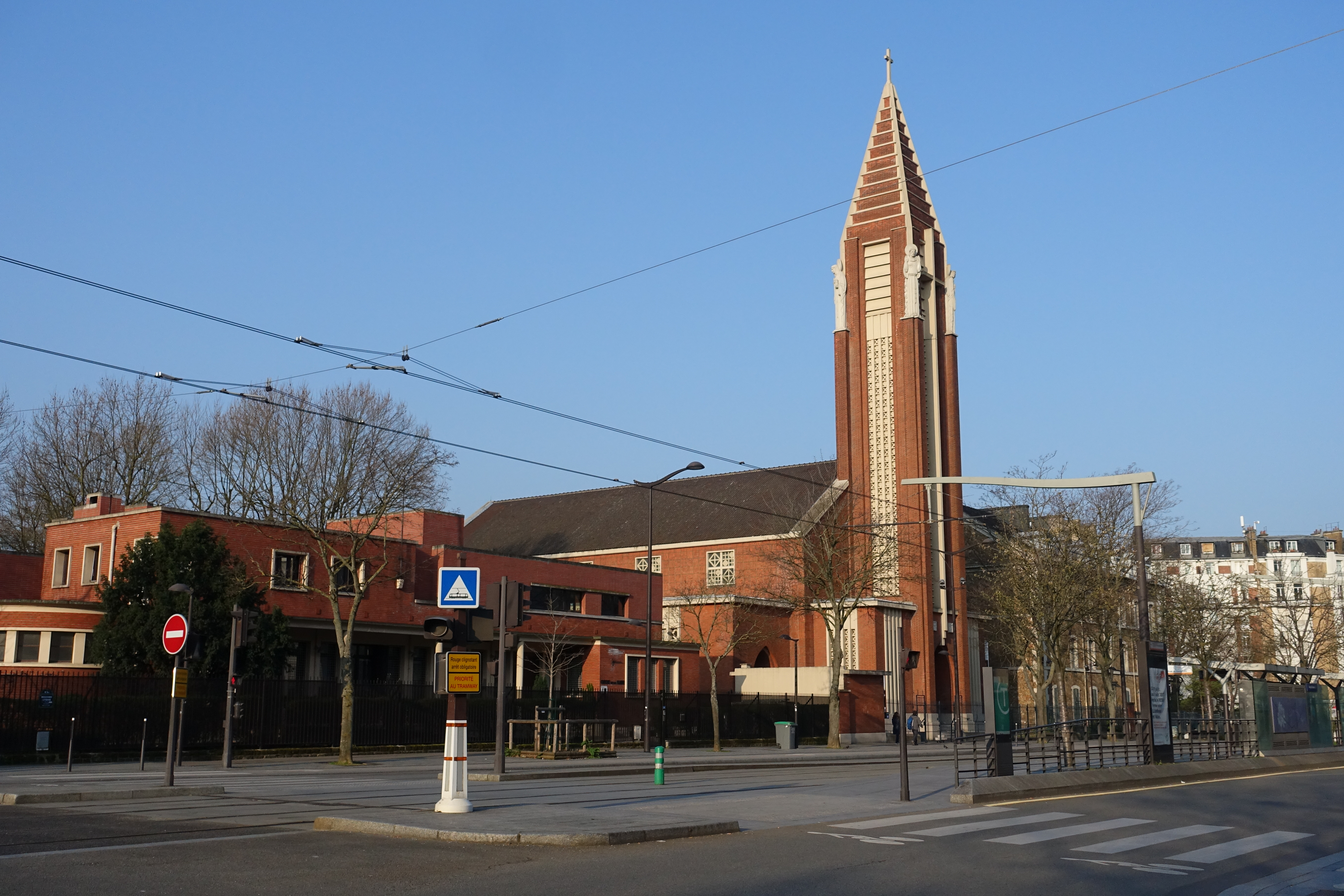
Vue générale.
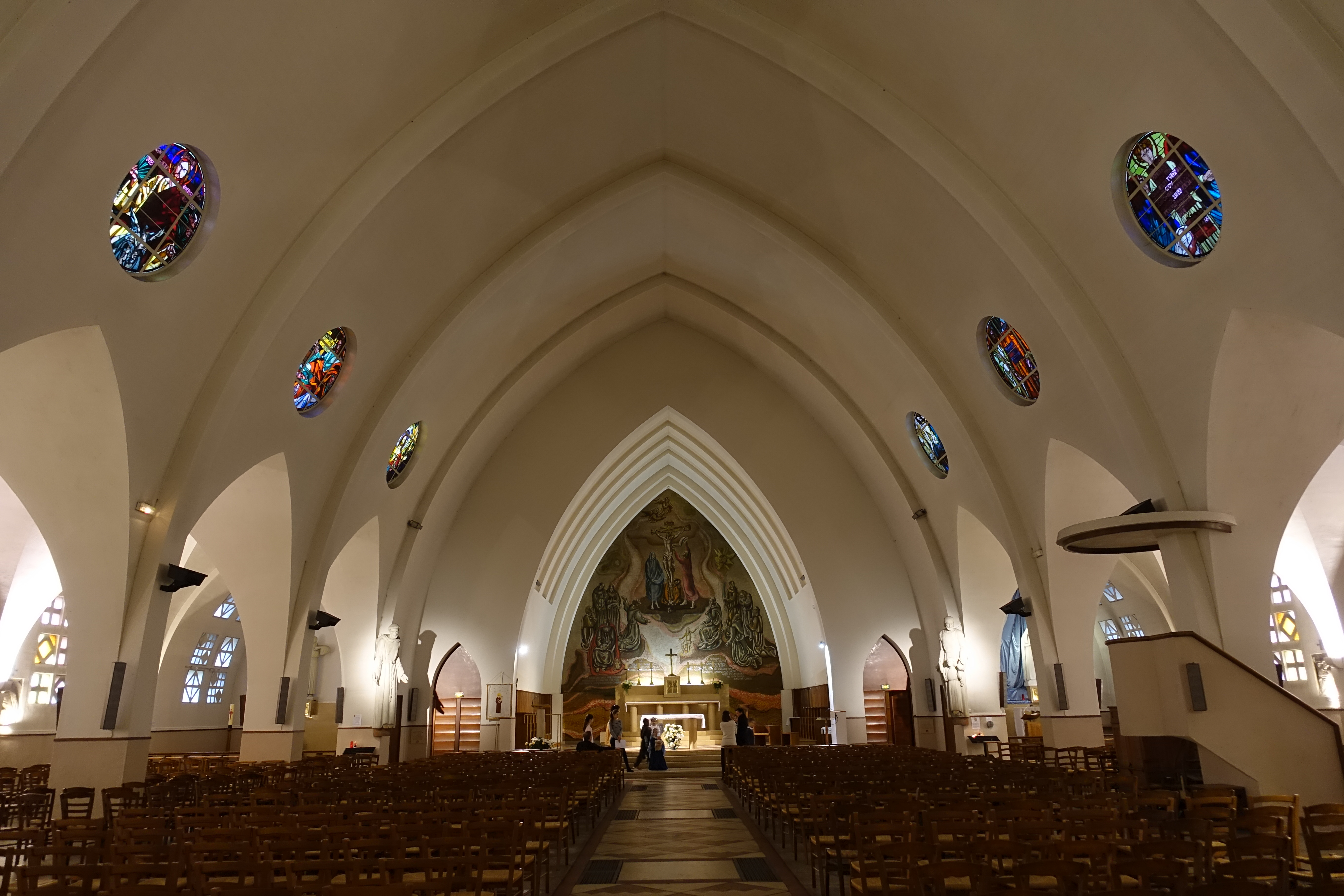
Nef et bas-côtés.
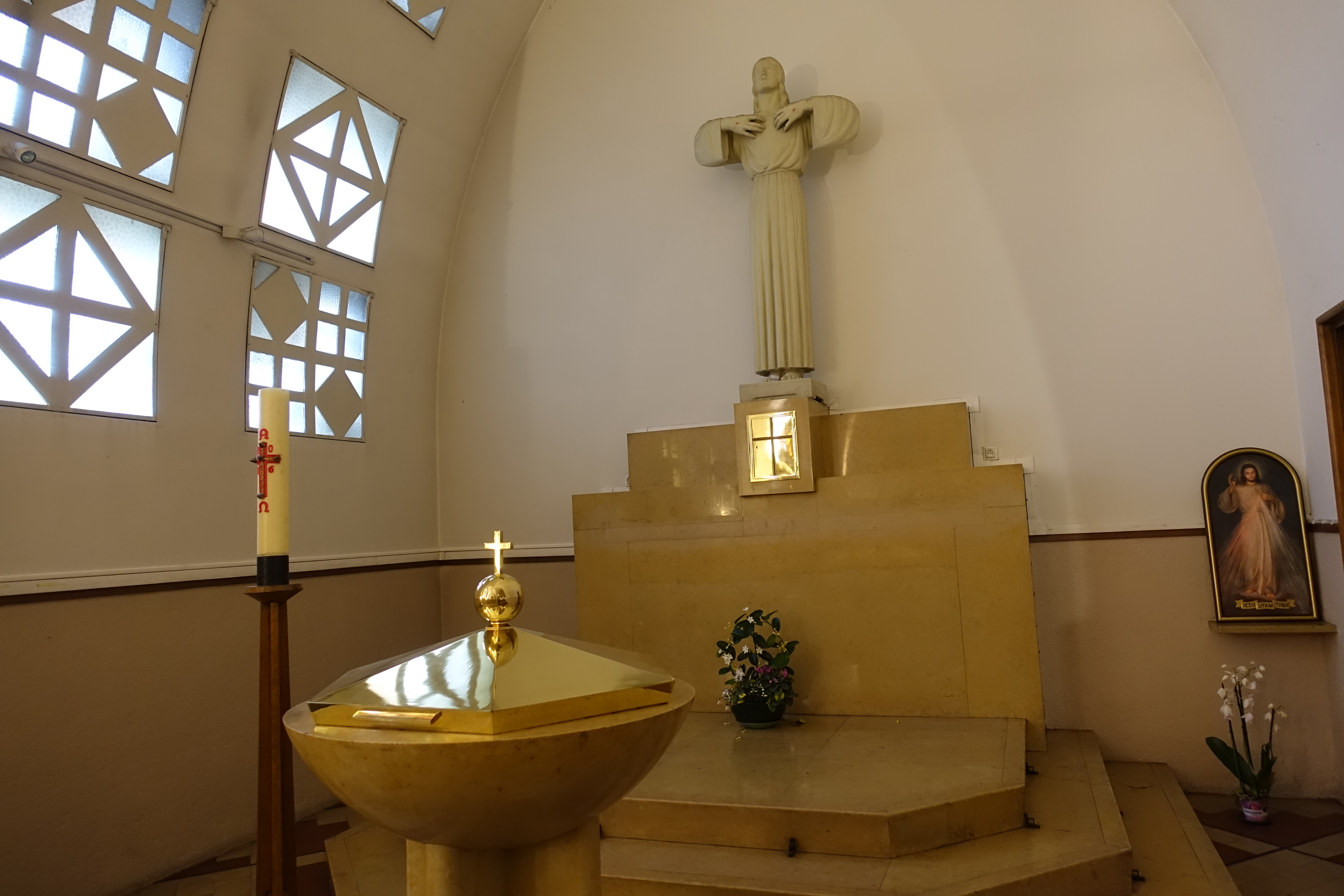
Chapelle du Sacré-Cœur avec les fonts baptismaux.
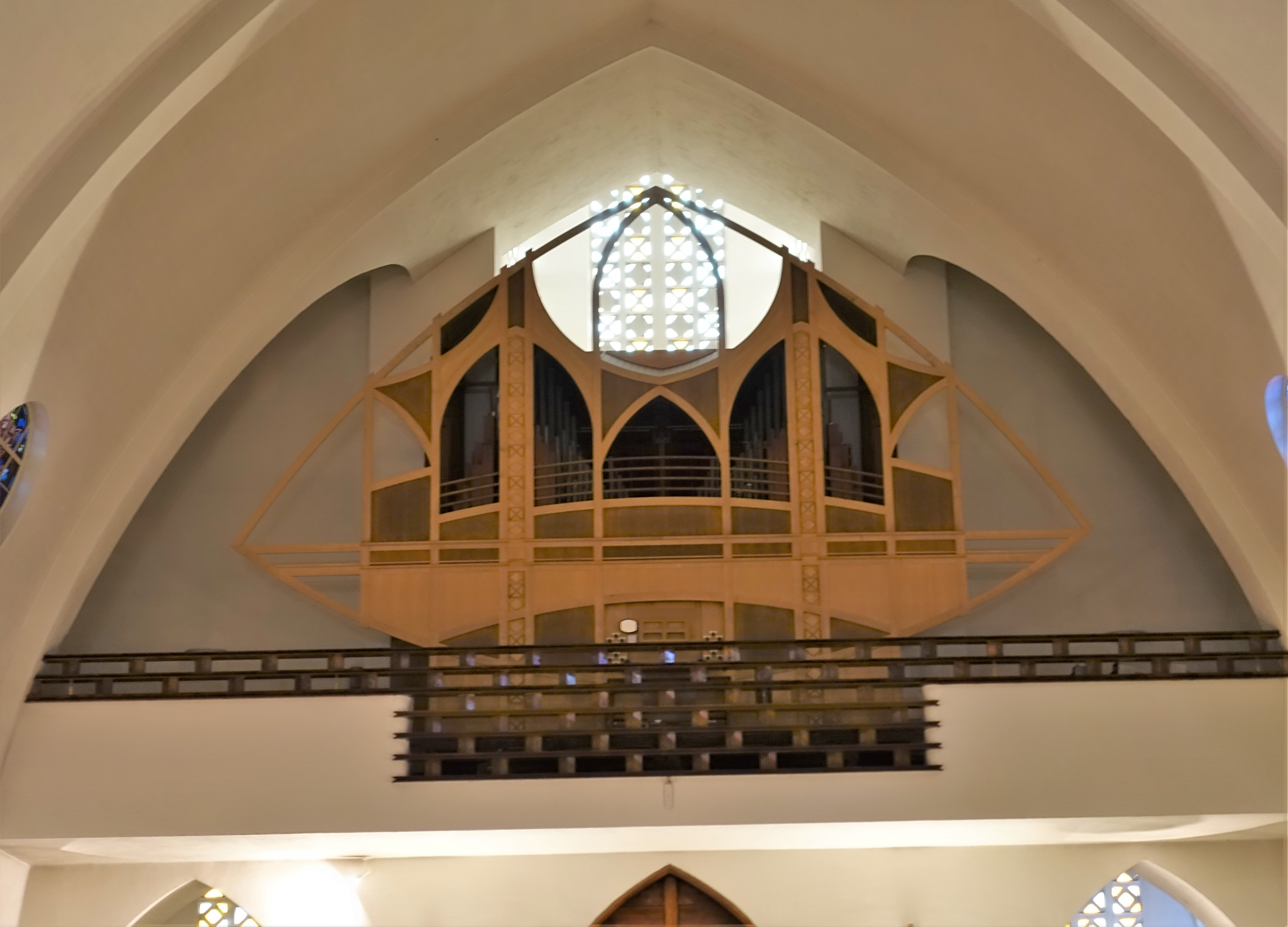
Orgue.
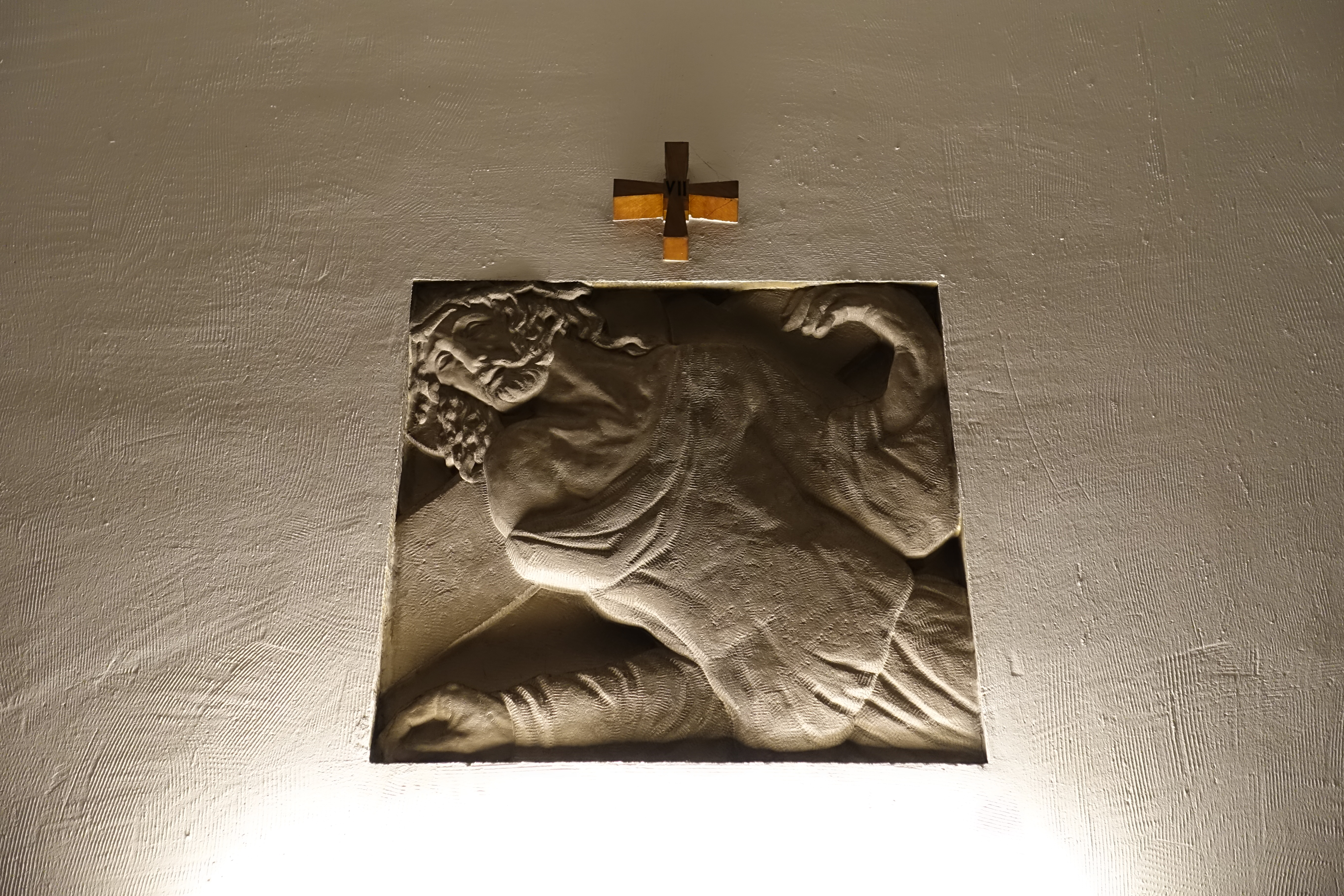
Chemin de croix.
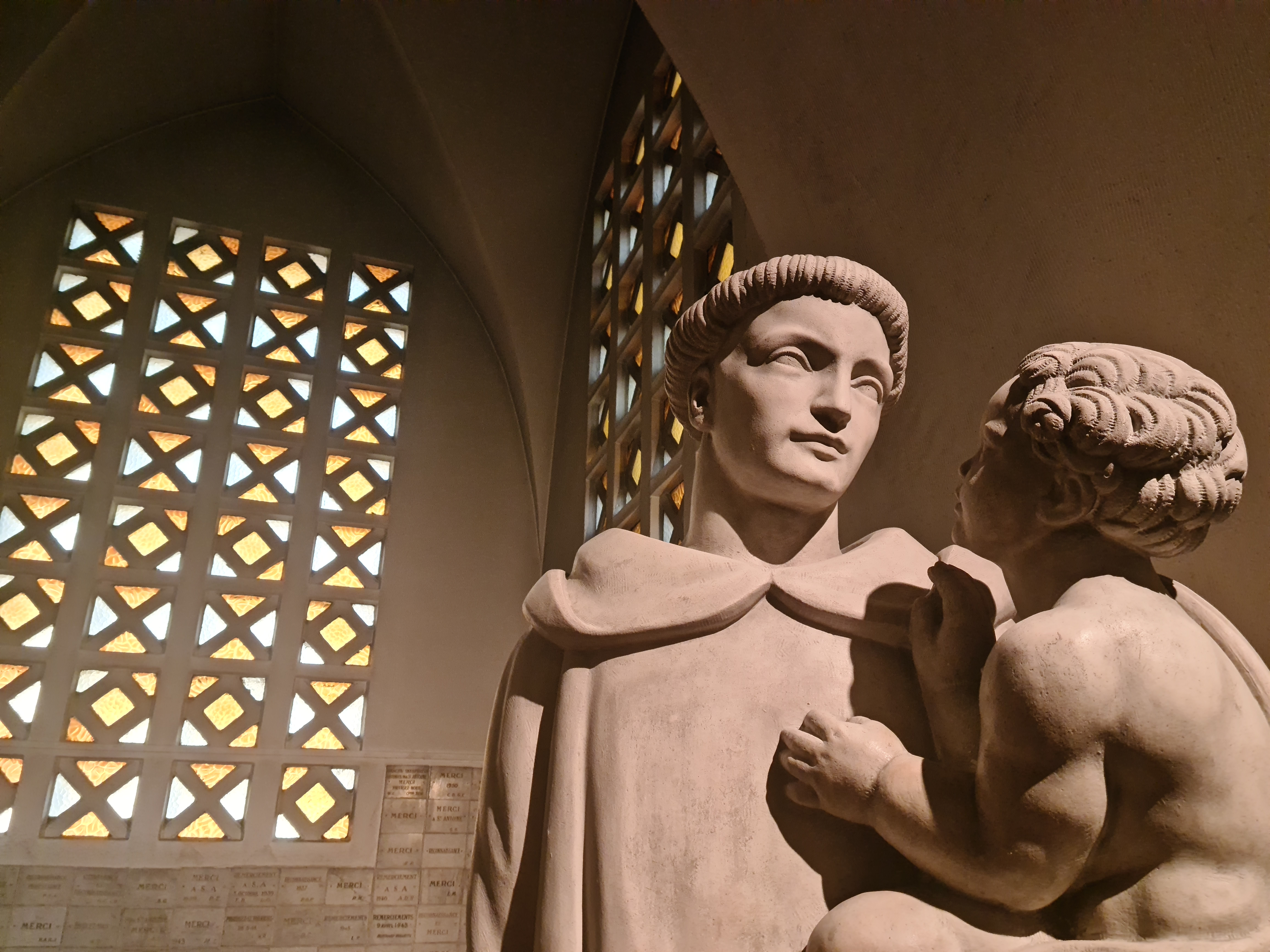
Statue de saint Antoine de Padoue.